# راسموس فليشر
راسموس فليشر (بالسويدية: Rasmus Fleischer)‏ هو صحفي سويدي، ولد في 19 أبريل 1978 في هالمستاد في السويد.